# Имбречата (Анкона)
Имбречата је насеље у Италији у округу Анкона, региону Марке.
Према процени из 2011. у насељу је живело 379 становника. Насеље се налази на надморској висини од 163 м.